# San Juan de Rioseco
San Juan de Rioseco est une municipalité située dans le département de Cundinamarca, en Colombie.